# برنابه ریورا
برنابه ریورا (اسپانیایی: Bernabé Rivera‎) بازیکن فوتبال اهل پاراگوئه بود.
وی همچنین در تیم ملی فوتبال پاراگوئه بازی کرده‌است.